# Arena (relato corto)
Arena es un relato corto de ciencia ficción escrito por Fredric Brown que publicado por primera vez en el número de junio de 1944 de la revista Astounding. Fue votado como uno de los mejores de su género por la Asociación de escritores de ciencia ficción y fantasía de Estados Unidos e incluida en Salón de la Fama de la Ciencia Ficción Volumen Uno, 1929-1964. 
El episodio de Star Trek "Arena" tiene alguna similitud con este relato, así que para evitar problemas legales, se acordó que Brown recibiría un crédito por el relato. Un episodio de Rumbo a lo desconocido, "Diversión y Juegos", tenía también una trama parecida.
El número cuatro de Mundos Desconocidos  de Marvel Comics (noviembre de 1973) presentaba una adaptación estricta del relato. 

## Resumen de la trama

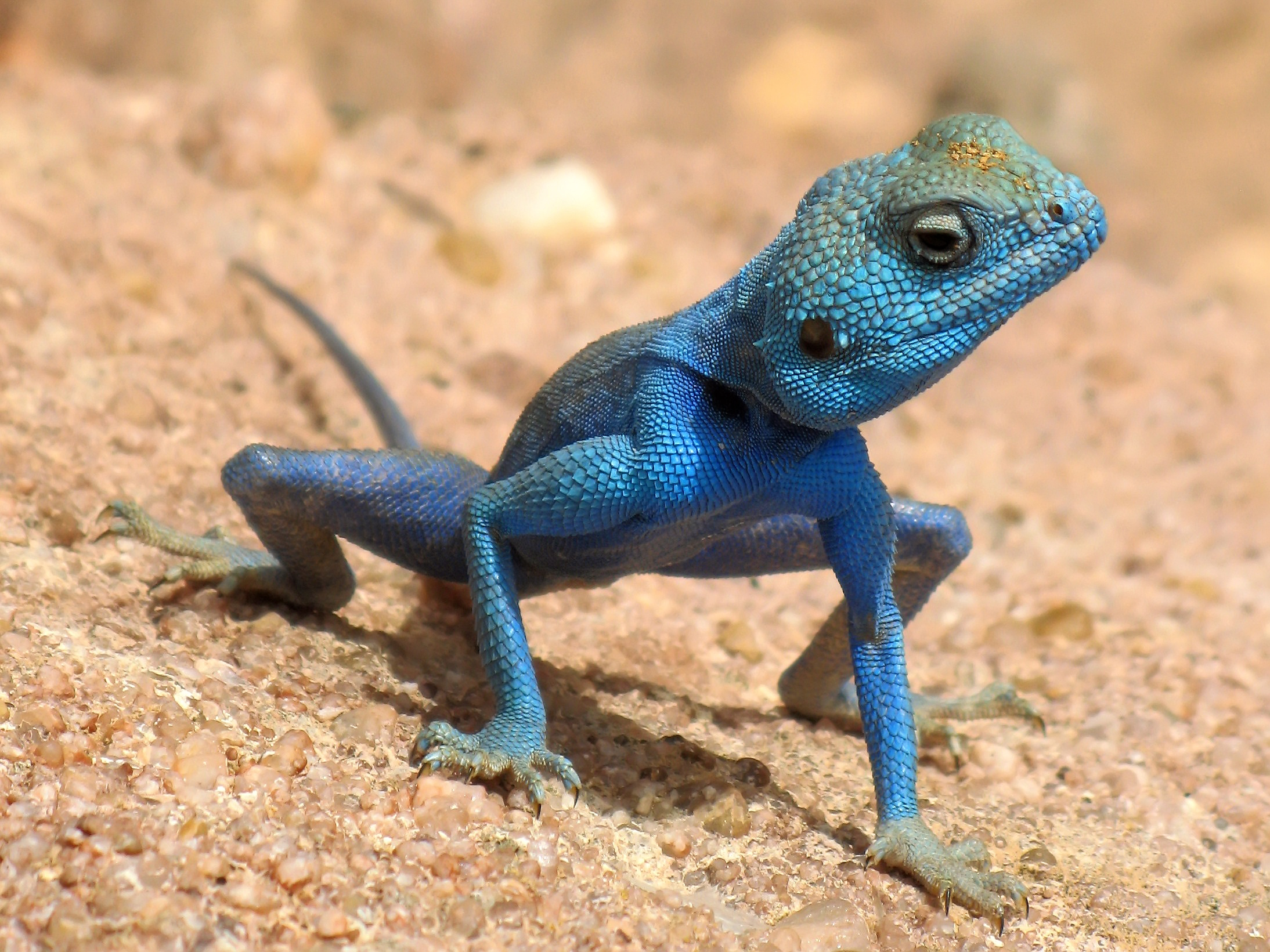
Macho Agama sinaita en Jordania. Esta especie es común en los desiertos alrededor de las costas del Mar Rojo. Mientras está en celo, el macho se vuelve de un azul llamativo para atraer a las hembras.

Los misteriosos Outsiders (en castellano Desconocidos) han tenido escaramuzas con las naves espaciales y colonias de la Tierra. Sus naves son más rápidas y maniobrables, pero no tan bien armadas que las naves terrestres. Los sobrevivientes de estos encuentros son incapaces de entregar más información acerca del enemigo. Temiendo lo peor, la Tierra construye una flota de guerra.  Efectivamente, los exploradores informan que una gran armada se aproxima al sistema solar. Los defensores de la Tierra salen a enfrentarlos. Todas las indicaciones muestran que las dos flotas están estrechamente igualadas.
Carson es el piloto de una pequeña nave monoplaza de exploración en la parte externa de la flota. Mientras se encuentra combatiendo a su contraparte Desconocida, él se desmaya. Cuando él despierta, se encuentra desnudo en una pequeña área circular cerrada de aproximadamente 239 metros de diámetro. Fuera de algo de vegetación y arena azul, él sólo puede ver a la distancia una esfera roja de aproximadamente 90 centímetros de diámetro. La esfera resulta ser un Desconocido, quien tiene varias docenas de delgados tentáculos retráctiles para manipular objetos. Basado en su método de movimiento Carson lo llama un "Roller" (en castellano Apisonadora).
A continuación él escucha una voz en su mente que se identifica como el producto final de la evolución de toda una raza. Mientras se encontraba viajando a través del espacio y las dimensiones, este ser se encontró con la inminente batalla. La evolucionada inteligencia decide intervenir ya que tanto humanos como Rollers tienen el potencial para en algún momento evolucionar en un ser como él mismo, pero la guerra entre ambos destruirá completamente a un bando mientras que el otro bando quedará tan dañado que nunca será capaz de alcanzar su destino. Por lo tanto él escogió a un individuo de cada especie para combatir en esta pequeña arena. El perdedor condenará a su especie a una extinción instantánea.
Carson y su oponente descubren, a través de prueba y error, que existe una barrera invisible entre ellos, y que los seres vivos no pueden cruzarla, pero que los objetos inanimados sí pueden. Carson trata de comunicarse con el Roller, para ver si un compromiso es posible, pero él recibe un mensaje mental de odio infinito. 
Él observa que su enemigo atrapa a un pequeño lagarto azul, al que arranca las patas para luego lanzar el cuerpo hacia su lado, que para su sorpresa, alcanza. Pensando que la barrera ha sido bajada, Carson carga y casi pierde la consciencia cuando choca con esta. Mientras se está recuperando del choque, Carson es seriamente herido en la pierna por una roca lanzada por el Roller.
Sabiendo que su herida finalmente lo matará, Carson busca desesperadamente una forma de llegar a su enemigo. Cuando descubre que el lagarto azul aún está vivo, lo mata para que no siga sufriendo. De improviso se da cuenta de que el lagarto atravesó la barrera estando vivo pero inconsciente. Tomando el riesgo, nacido de la desesperación más completa, se aturde golpeándose la cabeza en la parte superior de una pendiente, al caer esta pendiente lo lleva rodando hasta el otro lado de la barrera. Cuando recobra la conciencia se queda inmóvil para atraer al Roller a su alcance, para posteriormente matarlo.
Al siguiente instante, se encuentra a sí mismo de regreso en su nave. Carson recibe un exultante mensaje de su comandante, que le informa de que la primera salva de la flota terrestre de alguna forma causó que toda la flota enemiga se desintegrara, incluso para las naves fuera de alcance. Cuando Carson ve cicatrices recientemente sanadas donde se encontraban sus heridas, él sabe que no imaginó el combate, pero sabiamente decide no contar a nadie su experiencia.